# Henricus Münstermann
Henricus Münstermann († 23. April 1537) war katholischer Priester und 1498 bis 1537 Abt im Kloster Marienfeld.

## Leben
Heinrich (latinisiert: Henricus) Münstermann wurde als ältester Sohn von Johann Münstermann und seiner Frau Gertrud aus Münster geboren. Sein älterer Bruder Dietrich war später Bürgermeister von Münster.
Nachdem Münstermann in das Marienfelder Zisterzienserkloster eingetreten war, übte er zunächst das Amt des Bursarius aus. Ende 1498 wählte der Marienfelder Konvent Münstermann zum Abt. Die Weihe empfing er vom Münsteraner Weihbischof Heinrich Schodehoet. Mit einer Amtszeit von 39 Jahren war Münstermann am längsten Abt in Marienfeld. Er starb in hohem Alter am 23. April 1537.

## Bautätigkeit

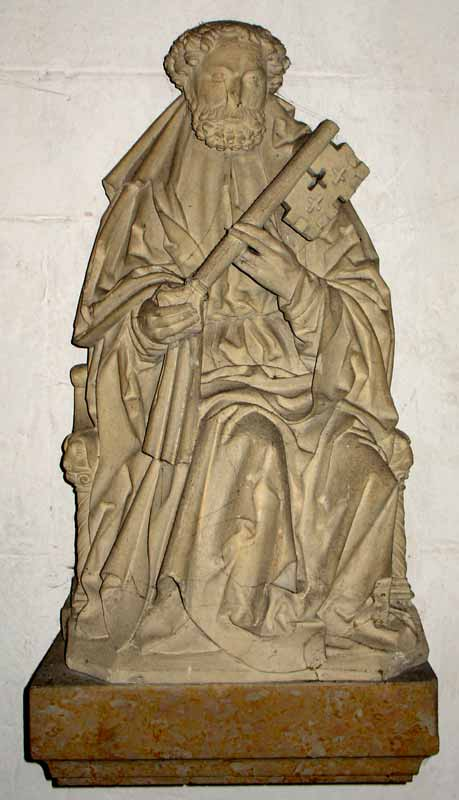
Apostel Petrus, Sitzfigur vom ehemaligen Marienfelder Lettner

In seiner langen Amtszeit von 39 Jahren tat er sich besonders durch den Ausbau des Klosters hervor. So schrieb Joseph Bernhard Nordhoff 1886: „Kein Abt hat Marienfeld so nachhaltig den Stempel der Kunst aufgeprägt wie Abt Heinrich Münstermann.“ So gehen Neubau von Abtei und Küche sowie zwei Refectorien auf ihn zurück. Ferner ließ er silberne Gefäße und Löffel sowie einen Abtsstab fertigen. Der Kapitelsaal erhielt eine neue Farbgebung mit Sprüchen und die Gewölbe der Kirche wurden ausgemalt. Außerdem wurden die Glasgemälde erneuert.
Im Inneren der Abteikirche ließ er einen St. Anna-Altar anfertigen. Die wohl einschneidendste Veränderung war das Einziehen der Chorschranken und des Lettner. Letzterer war mit Apostelfiguren von Evert van Roden bekrönt. Nach der Täuferzeit gab Abt Münstermann einige Paramente zur Wiederherstellung des Dom-Inventars in Münster. Ebenfalls in die Zeit des Abtes fällt die Kreuzigungsgruppe des Friedhofs, die zwischen 1520 und 1530 entstand. Hinzu kommt eine Mariendarstellung mit dem Jesuskind über dem Nordeingang der Kirche und die Beweinung Christi des Abtsaltars.